# Istoria activității bancare
Istoria activității bancare începe cu primele bănci de negoț din lumea antică, care acordau împrumuturi în grâne către fermieri și comercianți care transportau bunurile între orașe. Acest lucru a început prin 2000 î.Hr. în Asiria și Babilon. Ulterior, în Grecia Antică și în timpul Imperiului Roman, creditorii care își desfășurau activitatea în temple, acordau împrumuturi și au contribuit cu două inovații: acceptau depozite și schimbau bani. Arheologia din această perioadă din China sau India, arată indicii a unei activități de creditare. Activitatea bancară, în sensul modern al cuvântului, își are originea în Evul Mediu și Renașterea timpurie în Italia, în orașele bogate din nord precum Florența, Veneția și Genova. Familiile Bardi și Peruzzi au dominat activitatea bancară din secolul XIV d.Hr. din Florența aceste familii au creat sucursale în multe alte orașe din Europa.  
Dar, poate cea mai populară bancă italiană a fost cea fondată de familia Medici, prin Giovanni Medici în 1397.
Dezvoltarea activității bancare s-a răspândit din nordul Italiei prin Europa și un număr important de inovații care au avut loc în Amsterdam în timpul Republicii Olandeze din secolul XVI d.Hr. și în Londra în secolul XVII d.Hr., iar în Germania, dinastii precum Welser, Fugger și Berenberg au jucat un rol important peste secole. În timpul secolului XX, inovații în domeniile telecomunicațiilor și calcul au cauzat schimbări importante în modul cum funcționează o bancă, a dus la creșterea instituțiilor de credit în mărime cât și răspândirea lor din punct de vedere geografic. Spre sfârșitul primului deceniu din mileniul trei o criză financiară a cauzat falimentul mai multor bănci, printre care și instituții de credit de prim rang la nivel mondial.

## Primele forme de activitate bancară

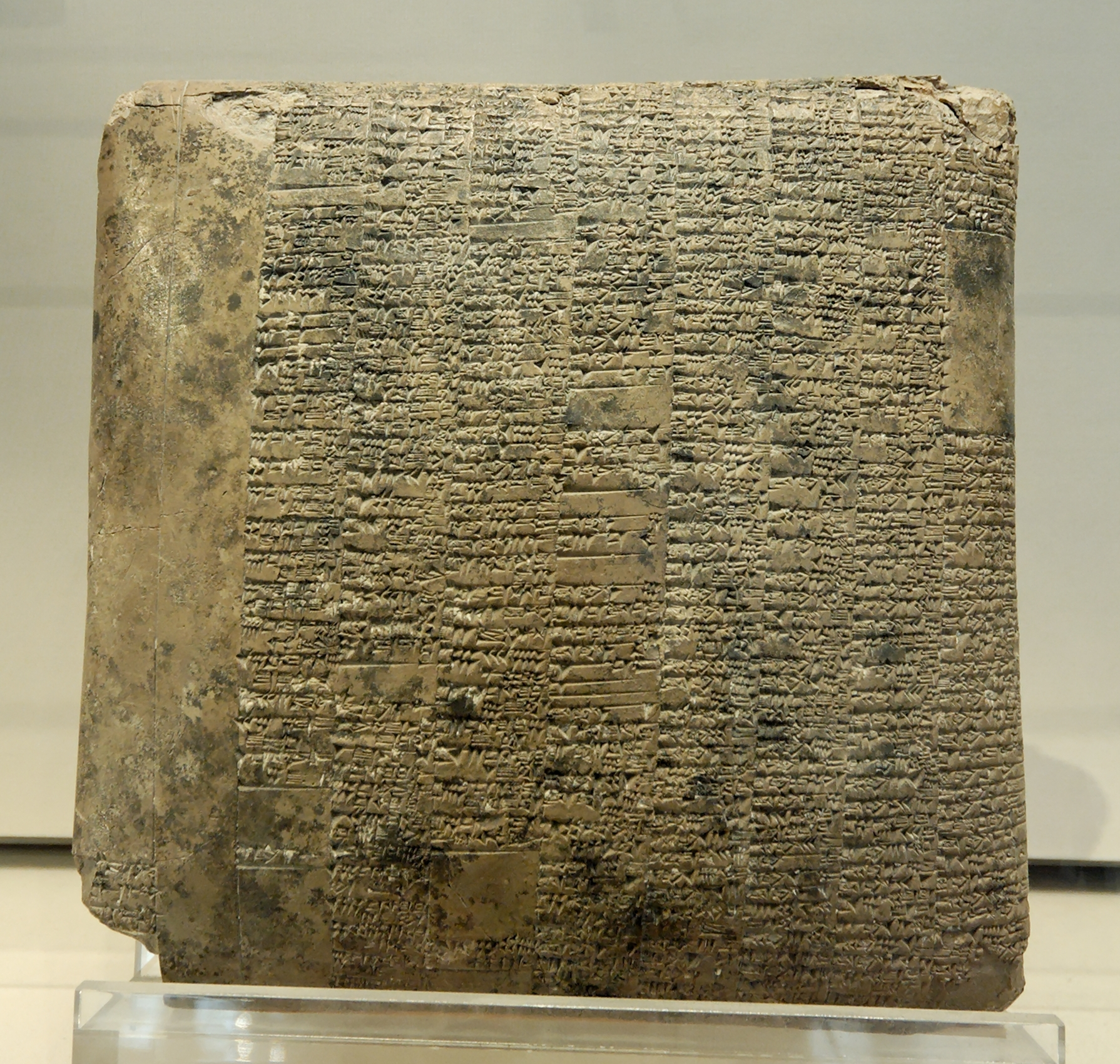
Evidență detaliată a materiilor prime și a zilelor lucrătoare pentru un atelier de nuiele. Lut, cca. 2040 î.Hr. (Ur III)

Persoanele care dețineau în antichitate averi, în special alimente, mai mult decât era posibil să le consume ei înșiși, aveau privilegiul de a fi în postura de a putea oferi aceste bunuri unor persoane care aveau o lipsă. Sclavagismul are ca trăsătură definitorie însușirea întregului produs al muncii sclavilor de minoritatea dominatoare a societății, aristocrația, preoții și suveranul. Averea era depozitată în temple și trezorerii, primele bănci au fost folosite de suverani spre a finanța festivaluri.
Considerate sacre, inviolabile, templele au reprezentat cu mult timp în urmă locuri de preferință pentru adăpostirea de resurse vitale și de avuții. Tăblițe de lut găsite în Orientul Apropiat datate ca fiind din perioada 8000 î.Hr. și 1500 î.Hr., se presupune că aceste tăblițe au fost niște înregistrări care evidențiau producția agricolă. Anumite evidențe contabile pentru schimburi comerciale și plăți apar pentru prima dată în jurul anului 3200 î.Hr. Codul lui Hammurabi este cea mai veche culegere de legi cunoscută, Codul a fost scris probabil în jurul anului 1760 î.Hr., în timpul domniei lui Hammurabi (1792-1750 î.Hr.) un rege babilonian. Codul conține 282 de legi, iar unele din acestea cuprind reguli precise privitoare la primirea și acordarea de împrumuturi, plata dobânzilor, folosirea înscrisurilor doveditoare, constituirea de garanții, împărțirea obligațiilor, depunderea în depozit. Este primul cod de legi cunoscut, care reglementează activitatea bancară. Mai târziu, în timpul Imperiului Ahemenid după 646 î.Hr., s-a  descoperit mai multe dovezi despre activități bancare în zona Mesopotamiei.

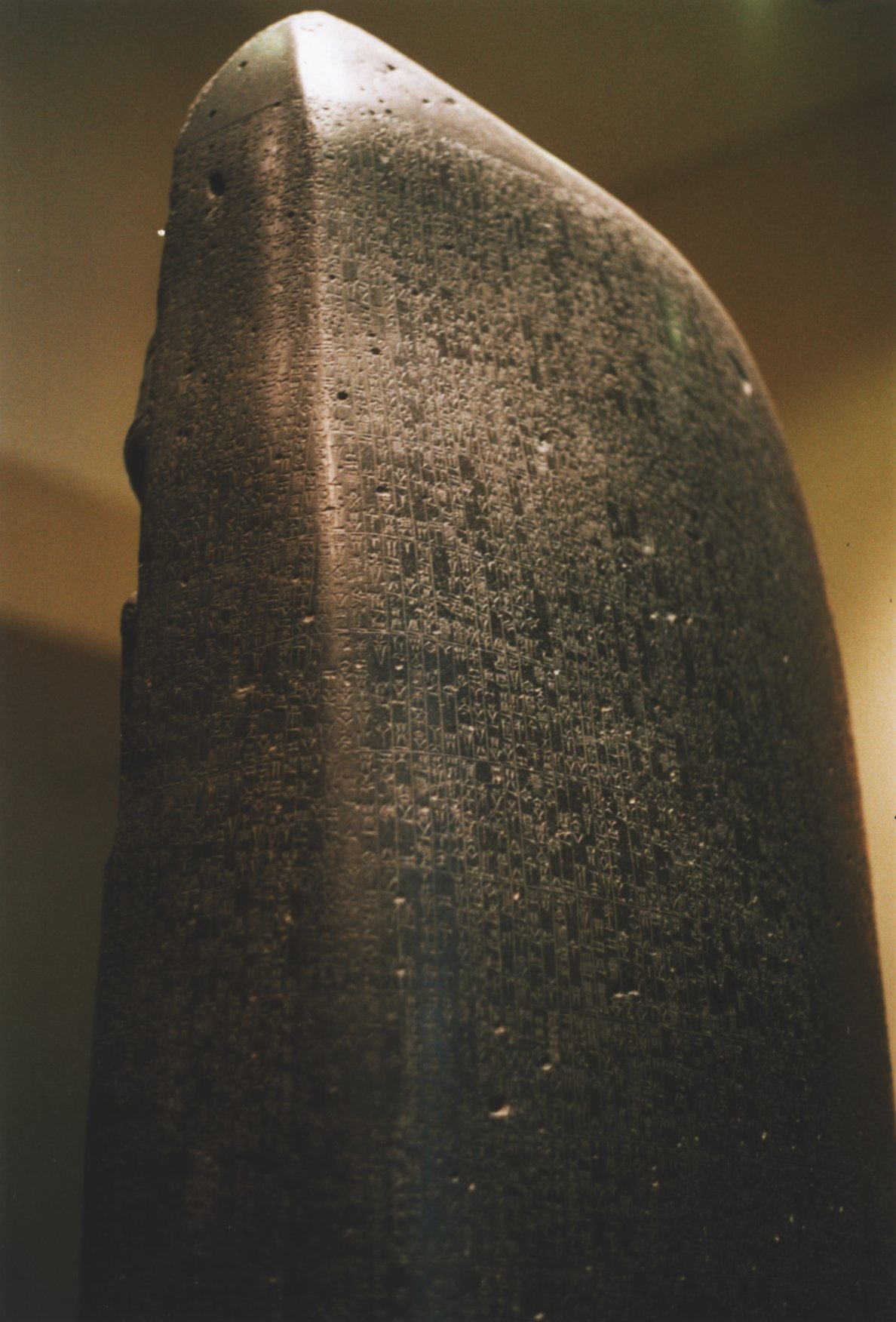
Codul lui Hammurabi, 1792-1750 î.Hr., această stelă este situată în prezent în Muzeul Luvru

## Antichitate

### Mesopotamia
Activitatea bancară înțeleasă ca fiind într-o formă incipientă se crede că a început începând cu a doua jumătate a mileniului 4 până în mileniului 3 î.Hr. Înainte de domnia lui Sargon I suveranul Imperiului Akkadian aprox. 2350 î.Hr. - 2280 î.Hr., comerțul era limitat la granițele orașului-stat, iar templul era centrul activități economice și comerciale, comerțul în afara orașului era interzis în vremea aceea. În Babilon, la un moment dat, 2000 de persoane ce depozitau aur, erau obligate să plătească a șasea parte din totalul aurului depozitat. Se cunoaște că de obicei atât palatul cât și templul au fost locul în care se acordau împrumuturi, de obicei în semințe ce trebuiau returnate în timpul recoltei. Aceste înțelegeri sociale au fost scrise în documente păstrate sub forma tăblițelor de lut, cu înțelegerea plății unei dobânzi.   
Obiceiul de a păstra averea în temple a continuat, astfel că în 209 î.Hr. știm că Antioch a jefuit aurul și argintul din templul lui Aine din Ecbatana. 

### Egipt
În jurul secolului XVIII î.Hr. cantități de aur erau depozitate în temple din motive de securitate. În Egipt, cerealele precum grâul având o valoare intrinsecă, ca și aliment, funcționa în paralel cu metalele prețioase precum aurul și argintul, ca și bani. Grânarele regionale erau utilizate pentru a depozita și împrumuta cereale. Sub domnia dinastiei grecești Ptolemeică, aceste grânare răspândite prin Egipt au fost transformate într-o rețea de bănci, rețea centralizată în Alexandria, unde conturile principale de la celelalte grânare de stat erau înregistrate. Această administrare centralizată a fost prima bancă de stat (potrivit lui de Soto). Această bancă facilita comerțul pentru că funcționa și ca un sistem de plată, transferul valorilor între conturi se făcea fără să existe în realitate un schimb de bani, cereale. Toate plățile se făceau prin documente. Această activitate a înflorit între 323 î.Hr. și 30 î.Hr.

### India
În India antică există dovezi despre anumite împrumuturi din perioada vedică începând din 1750 î.Hr., iar mai târziu în timpul dinastiei Maurya din 321 până în 185 î.Hr., un instrument numit adesha a fost folosit, care era un ordin asupra unui bancher, căruia i se cere să plătească unei terțe persoane o anumită sumă, acest instrument corespunde cambiei de azi. În timpul perioadei Budiste, aceste instrumente au fost utilizate deseori. Comercianții în orașele mari utilizau acreditivele.  

### China
În China antică, începând cu dinastia Qin 221 î.H. - 206 î.Hr, bani chinezești au fost emiși odată cu standardizarea greutăților monedelor care a facilitat comerțul în China, și a dus la dezvoltarea acreditivului. Aceste acreditive au fost emise de comercianți care se comportau în același mod precum băncile de azi.

### Grecia
În Grecia antică, bancherii au fost în primul rând zarafi și cămătari, prezenți în piețe sau la festivaluri, schimbând monede străine de diferite emisiune în monedele utilizate local. Entități publice și private în societatea din Grecia antică, în particular temple, aveau rolul de a facilita tranzacțiile financiare. Aceste tranzacții constau în depozite, schimburi monetare, certificarea autenticității monedei (dacă moneda este din metal prețios și are o anumită greutate) cât și împrumuturi. Cele mai importante temple erau templul lui Artemis din Ephesos, templul lui Hera din Samos și templul lui Apollo din Delphi. Prima trezorerie din templul lui Apollo a fost construit înainte de sfârșitul secolului VII î.Hr., o trezorerie a templului a fost contruită de orașul din Siphnos în timpul secolului VI î.Hr..
În porturile grecești, trapeziții - după numele stabilimentullui lor comercial - „trapeza”, desfășurau o serie de operațiuni bancare veritabile: depuneri, împrumuturi, schimb, crearea altor mijloace de plată decât moneda efectivă prin intermediul conturilor și transferabilitatea sumelor înscrise în aceste conturi. În Grecia antică, în Legea lui Solon  reglementa nivelul dobânzilor, de asemenea această lege interzicea dreptul creditorilor de a transforma în sclavi pe acele persoane care deveneau insolvabili sau pe un membru al familiei acestora, iar celor care își pierduseră pământurile datorită insolvabilității li s-au restituit proprietățile.

### Roma
În Roma antică primii bancheri, majoritatea veniți din Grecia din coloniile feniciene, se ocupau în special cu schimbul de monede. Argentarii erau bancheri romani veritabili care îndeplineau o activitate privată, pe cont propriu, exercitând toate operațiunile specifice unei bănci: depuneri, credite gestiunea conturilor și serviciul cecurilor.
În anul 450 î.Hr. apare Legea celor XII Table, care viza în mod detaliat desfășurarea activității de creditare și percepere a dobânzilor. Această lege a fost urmată de Legea lui Licinius în 376 î.Hr. și Legea lui Poetelia papiria din 326 î.Hr.
Ambele legi vizau interesele și protecția debitorilor împotriva abuzurilor ce se făceau.

## Restricții religioase privind dobânda

### Creștinism
Religia creștină consideră încasarea dobânzilor din comerțul cu bani ca fiind un act injust. Împrumuturile cu dobândă au fost ulerior admise, cu condiția să fie efectuate de evrei și lombarzi. Principalii beneficiari ai creditelor erau monarhii și conducătorii bisericii creștine.

## Evul Mediu
Perioada Evului Mediu timpuriu sec (VII-XI d.Hr.) a fost marcată de o serie de restricții de ordin religios.

### Italia
Primele bănci apărute în Peninsula Italică,  sunt Banca di Venezia, înființată în anul 1171 de Dogele Michele XI și recunoscută oficial ca bancă de viramente în anul 1587, sub denumirea de banco della Piazza di Rialto. Această bancă a fost de fapt o continuare a unei activități duse de un grup de bancheri, între anii 1156-1171. Bancherii italieni se diferențiau în funcție de volumul de afaceri. Cei mai mici operau pe banca lor, lucrând în aer liber - all`aperto, iar marii bancheri, cum sunt Medici și Bardi la Florența, oficiau în palatul lor (d` entro) și îi creditau pe regi și pe papi. Alte instituții bancare italiene înființate în acea perioadă au fost: Banca Buonsignori din Siena, care ia ființă în prima jumătate a secolului al XIII-lea, Casa di San Georgio din Genova 1407, Banco di San Ambroggio din Milano 1593, Sacra Monte della Pietá din Napoli 1540. În 1472 este înființată Banca Monte dei Paschi di Siena, care în prezent, este cea mai veche bancă din lume aflată încă în activitate. În Florența se consemnează pentru prima dată obligativitatea bancherilor de a ține registre contabile în 1252.
În Veneția în 1584 Banco di Rialto este consemnată ca fiind prima bancă ce avea drept obiect de activitate contractarea de depozite și acordarea de împrumuturi particularilor.

### Spania
În Spania întâlnim banca de depozit din Barcelona din 1401

### Anglia
Primele operațiuni bancare internaționale au apărut în Angla încă din anul 1260, când negustorii italieni au deschis prăvălii în Londra, pe strada care urma să devină Lombard Street.
Eduard al III-lea al Angliei amanetează coroana de aur cu pietre prețioase pentru suma de 45.00 de florini.
În anul 1340, regele Eduard al III-lea al Angliei, aflat în Războiul de 100 de ani cu Franța, se împrumută de la familia familia Bardi cu 900.000 de florini și de la familia Peruzzi cu 600.000 de florini. În anul 1345 Eduard al III-lea al Angliei nu mai rambursează împrumutul, iar cele două familii vor fi nevoite să-și închidă afacerea.
Banca Angliei, a fost fondată de William al III-lea al Angliei în data de 27 iulie 1694. A fost creată ca și o bancă privată. Banca a fost naționalizată în data de 1 martie 1946. William Ewart Gladstone în timp ce era Chancellor of the Exchequer (funcție asemănătoare cu cea de ministru de finanțe), înființează Banca de economisire a poștei (Post Office Savings Bank) în 1861 pentru a crea posibilitatea de a economisi bani și clasei muncitoare. Cetățenii de la sate precum și cei săraci nu aveau altă opțiune până atunci decât păstrarea banilor la domiciliu. În primi 5 ani de la înființarea băncii s-au creat peste 600.000 de conturi în care existau depozite de 8,2 milioane de lire sterline.  

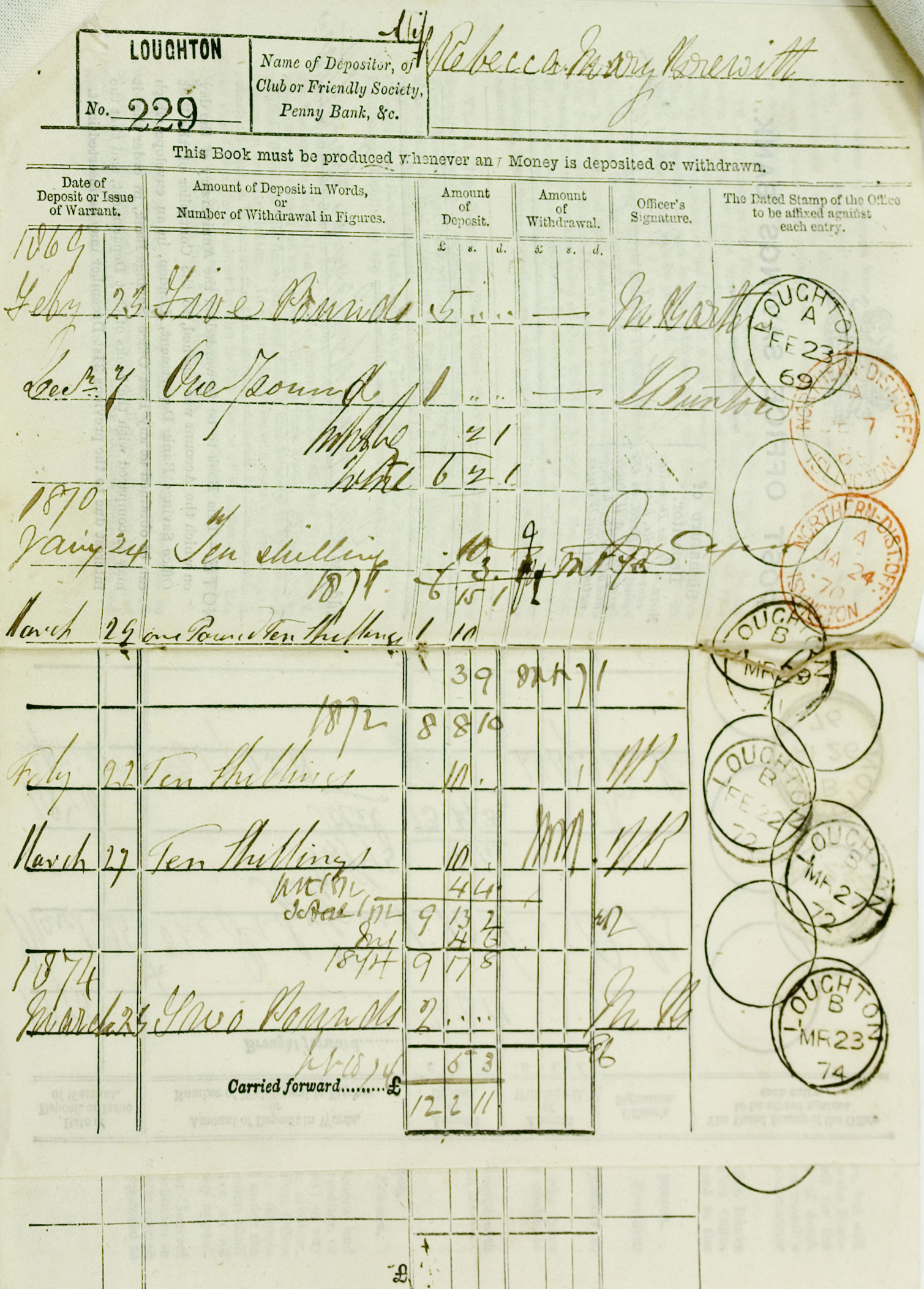
Filă din contabilitatea Băncii de economisire a poștei

În 1866 banca Overend, Gurney & Company dă faliment datorând 11 milioane de lire sterline, aproximativ 981 milioane de lire sterline la prețurile din 2008, banca sistează plățile în data de 10 mai 1866. A fost ultima bancă care intră în faliment până la falimentul băncii Northern Rock din 2008 când banca a fost naționalizată.

### Germania
În Germania, una dintre primele instituții bancare a fost cea înființată de frații Berenberg, de origine olandeză, în anul 1590, în Hamburg. În 1619 se înființează Banca din Hamburg, iar în 1621 Banca din Nurenberg.